# غتشة
غتشة (بالفارسية: گچه) هي قرية تقع في قسم حبلرود الريفي في إيران. يقدر عدد سكانها بـ 117 نسمة بحسب إحصاء 2016.